# Kleingewässerlandschaft am Pinnower See bei Anklam
Kleingewässerlandschaft am Pinnower See bei Anklam este o arie protejată (arie specială de conservare — SAC, sit de importanță comunitară — SCI) din Germania întinsă pe o suprafață de 627 ha, integral pe uscat.

## Localizare
Centrul sitului Kleingewässerlandschaft am Pinnower See bei Anklam este situat la coordonatele 53°55′11″N 13°49′24″E / 53.9197°N 13.8233°E.

## Înființare
Situl Kleingewässerlandschaft am Pinnower See bei Anklam a fost declarat sit de importanță comunitară în decembrie 1999 pentru a proteja 4 specii de animale. Situl a fost protejat și ca arie specială de conservare în august 2016.

## Biodiversitate
Situată în ecoregiunea continentală, aria protejată conține 3 habitate naturale: Ape puternic oligomezotrofe cu vegetație bentonică cu Chara spp., Lacuri eutrofice naturale cu vegetație de tip Magnopotamion sau Hydrocharition, Mlaștini împădurite.
La baza desemnării sitului se află mai multe specii protejate:
- amfibieni (2): buhai de baltă cu burta roșie (Bombina bombina), triton cu creastă (Triturus cristatus)
- mamifere (1): vidră de râu (Lutra lutra)
- pești (1): zvârluga (Cobitis taenia)